# Супріган Андрій Валерійович

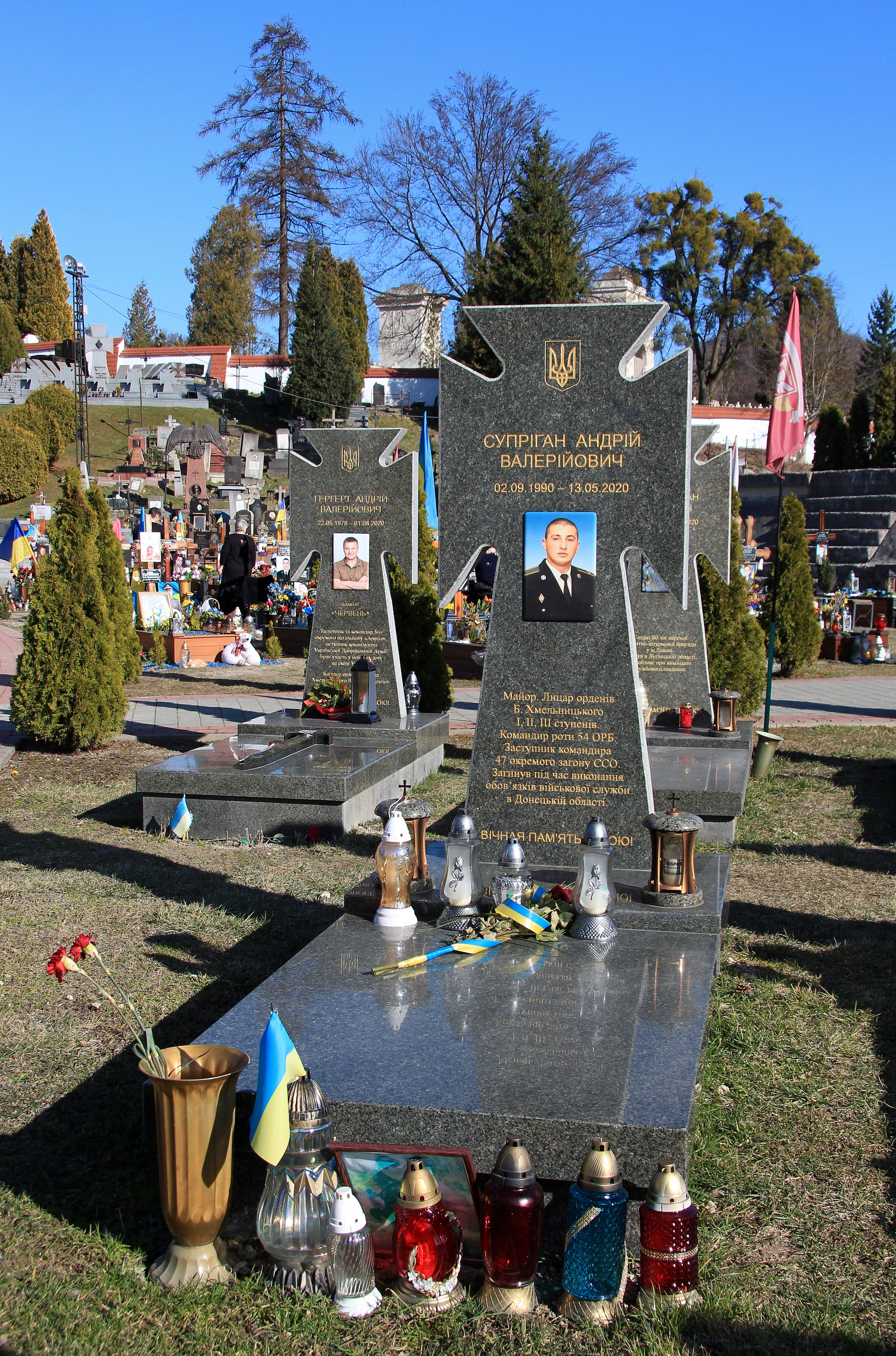

Андрі́й Вале́рійович Супріга́н (2 вересня 1990 — 13 травня 2020) — майор Збройних сил України, учасник російсько-української війни.

## Життєпис
Випускник Ліцею імені Героїв Крут 2008 року.
В 2012 року закінчив навчання в Національній академії сухопутних військ (м. Львів) за спеціальністю «Управління діями підрозділів військової розвідки та спеціального призначення».
Станом на 2016 рік, проходив військову службу у складі 54 ОРБ.
У час російської агресії проти України виконував бойові завдання в багатьох точках фронтової смуги на Луганщині та Донеччині — Кутейникове, Верхньоторецьке, Кряківка, Гранітне, Степанівка, Водяне, Широкине, Дебальцеве, а також за лінією розмежування, на ворожій території.
Згідно з повідомленням пресслужби ССО, трагічно загинув 13.05.2020 під час виконання навчально-бойових завдань у зоні проведення Операції об'єднаних сил. Тоді ж загинув сержант Кузьменко Дмитро Павлович. Після прощання у гарнізонному храмі святих апостолів Петра і Павла, похований з військовими почестями на Личаківському кладовищі м. Львова.

## Нагороди та вшанування
11 березня 2015 року, за особисту мужність і героїзм, виявлені у захисті державного суверенітету та територіальної цілісності України, вірність військовій присязі під час російсько-української війни, відзначений — нагороджений орденом Богдана Хмельницького lll ступеня, а в 2016 році — був нагороджений орденом Богдана Хмельницького ll ступеня.
27 серпня 2020 року, за особисту мужність і самовіддані дії, виявлені у захисті державного суверенітету та територіальної цілісності України, відзначений — нагороджений орденом Богдана Хмельницького l ступеня (посмертно).